# Kalle Anka reser västerut
Kalle Anka reser västerut (engelska: Dude Duck) är en amerikansk animerad kortfilm med Kalle Anka från 1951.

## Handling
Kalle Anka är på semester i vilda västern och ska välja en häst. När det visar sig att de bästa hästarna är upptagna, får han istället den lata hästen Rover Boy, som inte vill ha Kalle som ryttare och gör sig till för att slippa honom; bland annat spelar den sjuk eller låtsas att den är en ko.

## Om filmen
Filmen hade svensk premiär den 18 augusti 1952 och visades på biografen Spegeln i Stockholm.
Filmen har givits ut på VHS och finns dubbad till svenska.

## Rollista
- Clarence Nash – Kalle Anka[6]